# Rosalia batesi
Rosalia batesi är en skalbaggsart som beskrevs av Edgar von Harold 1877. Rosalia batesi ingår i släktet Rosalia och familjen långhorningar. Inga underarter finns listade i Catalogue of Life.

## Bildgalleri

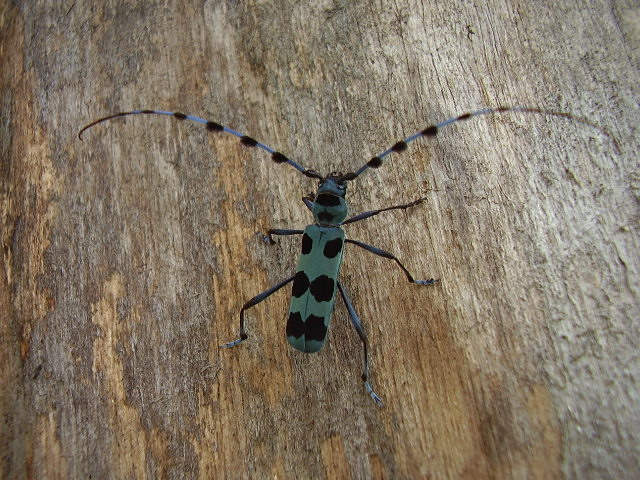
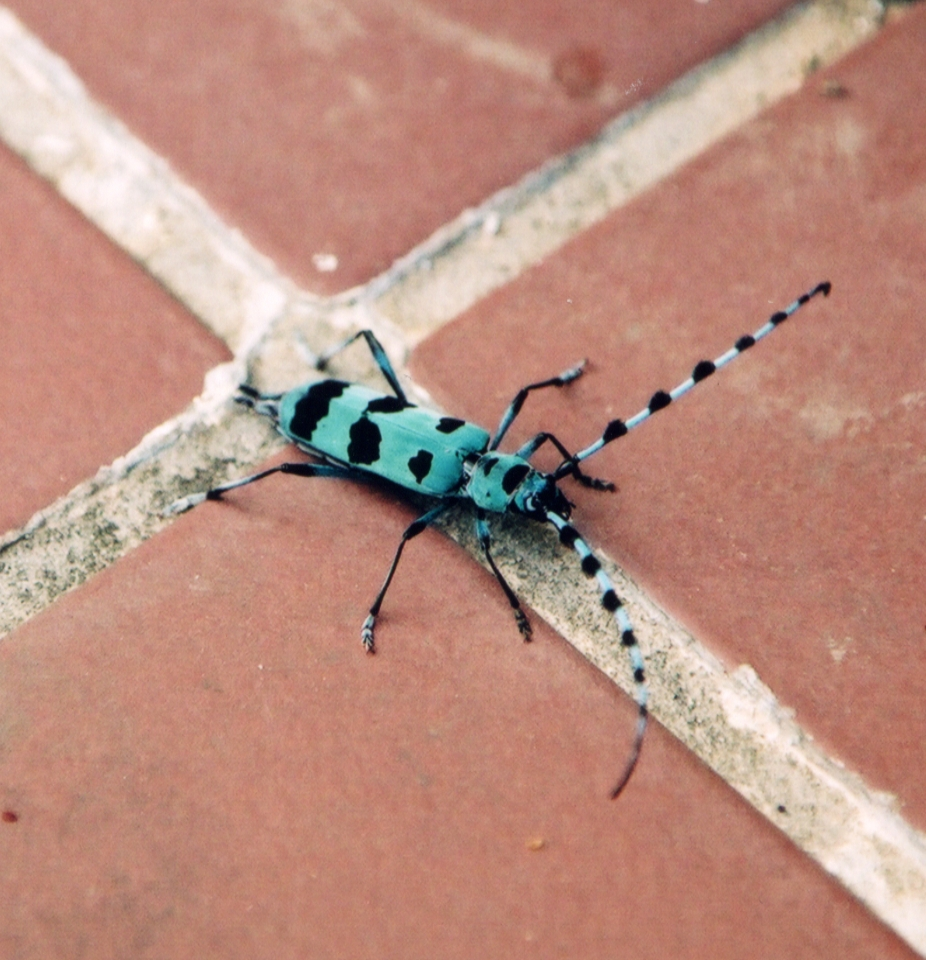
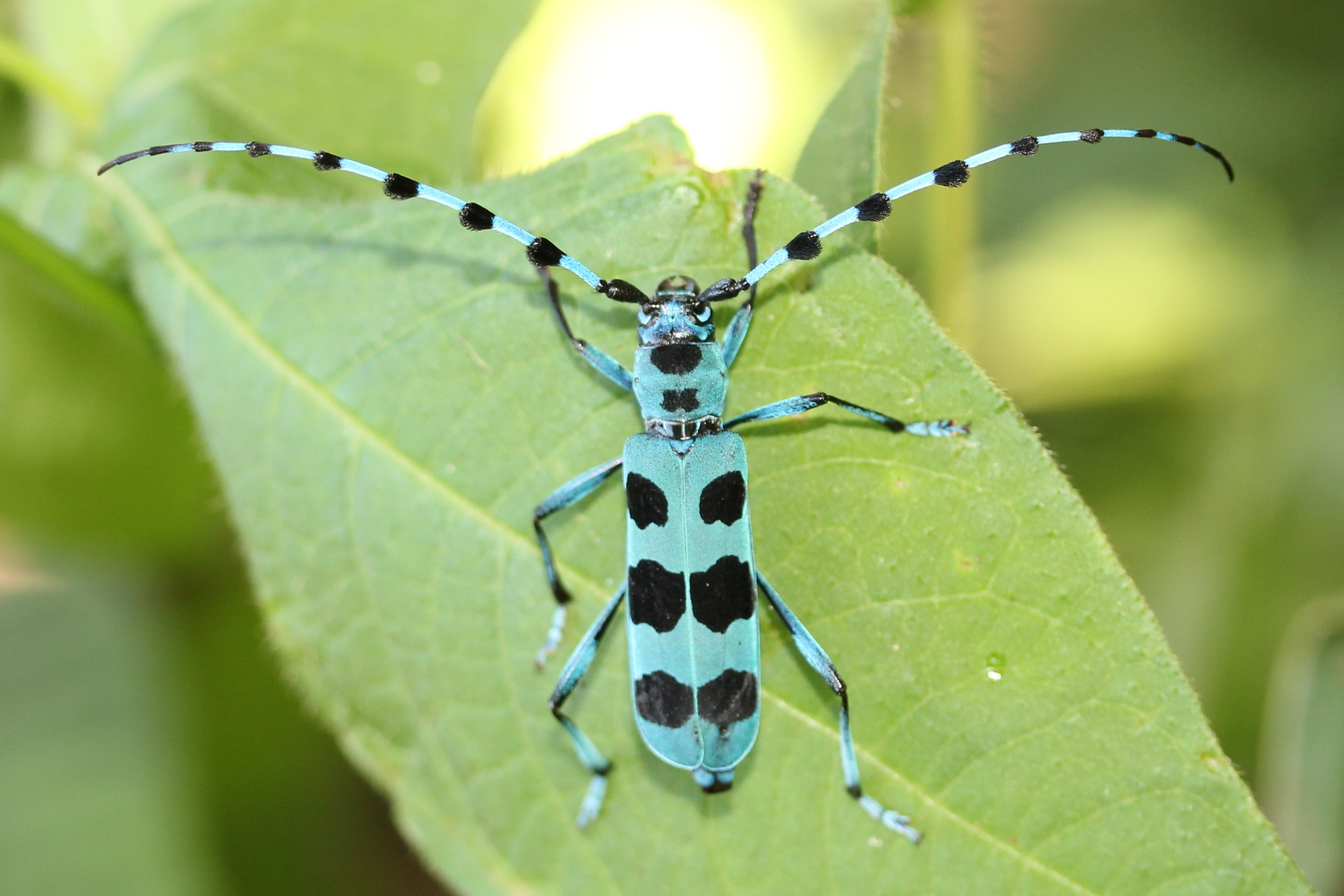
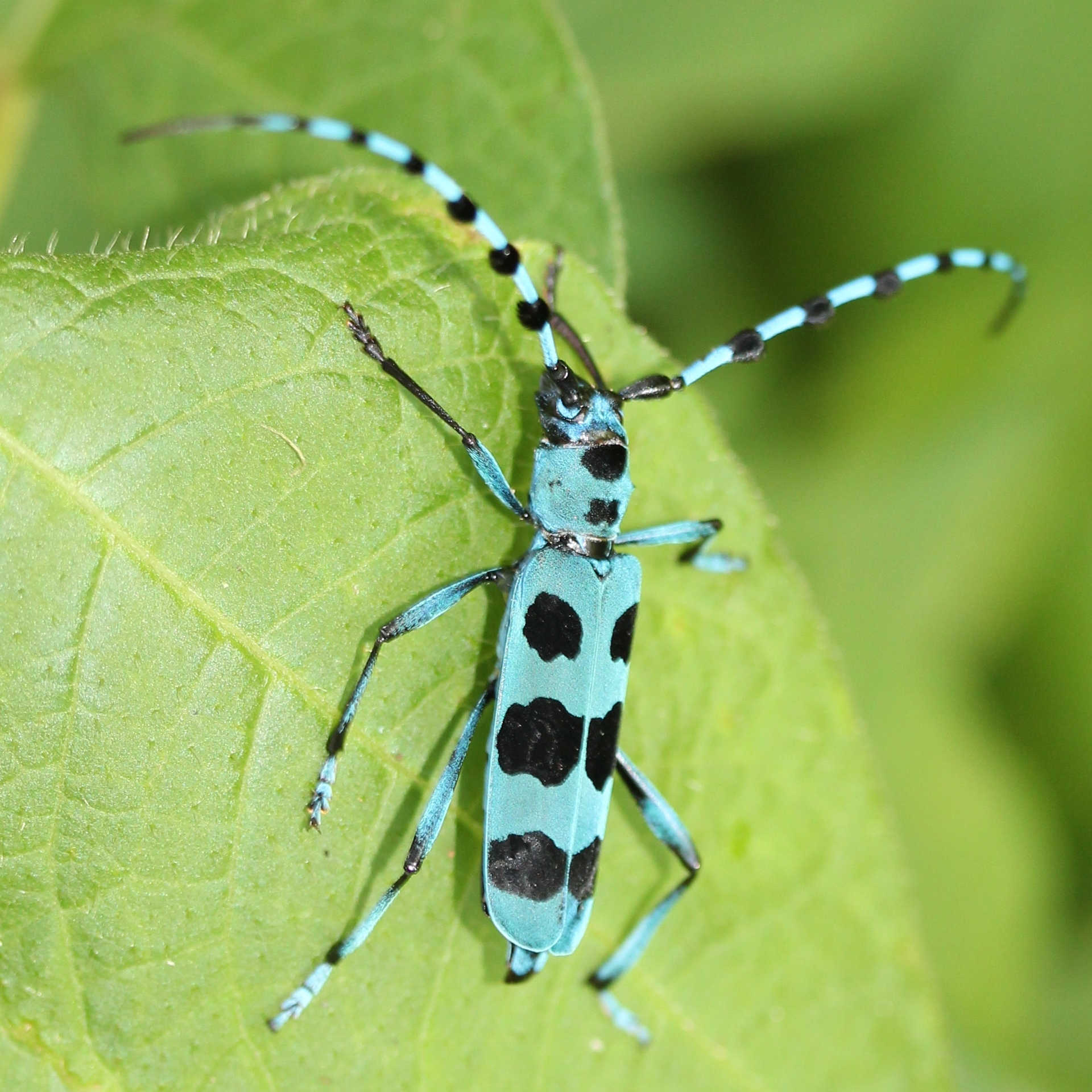
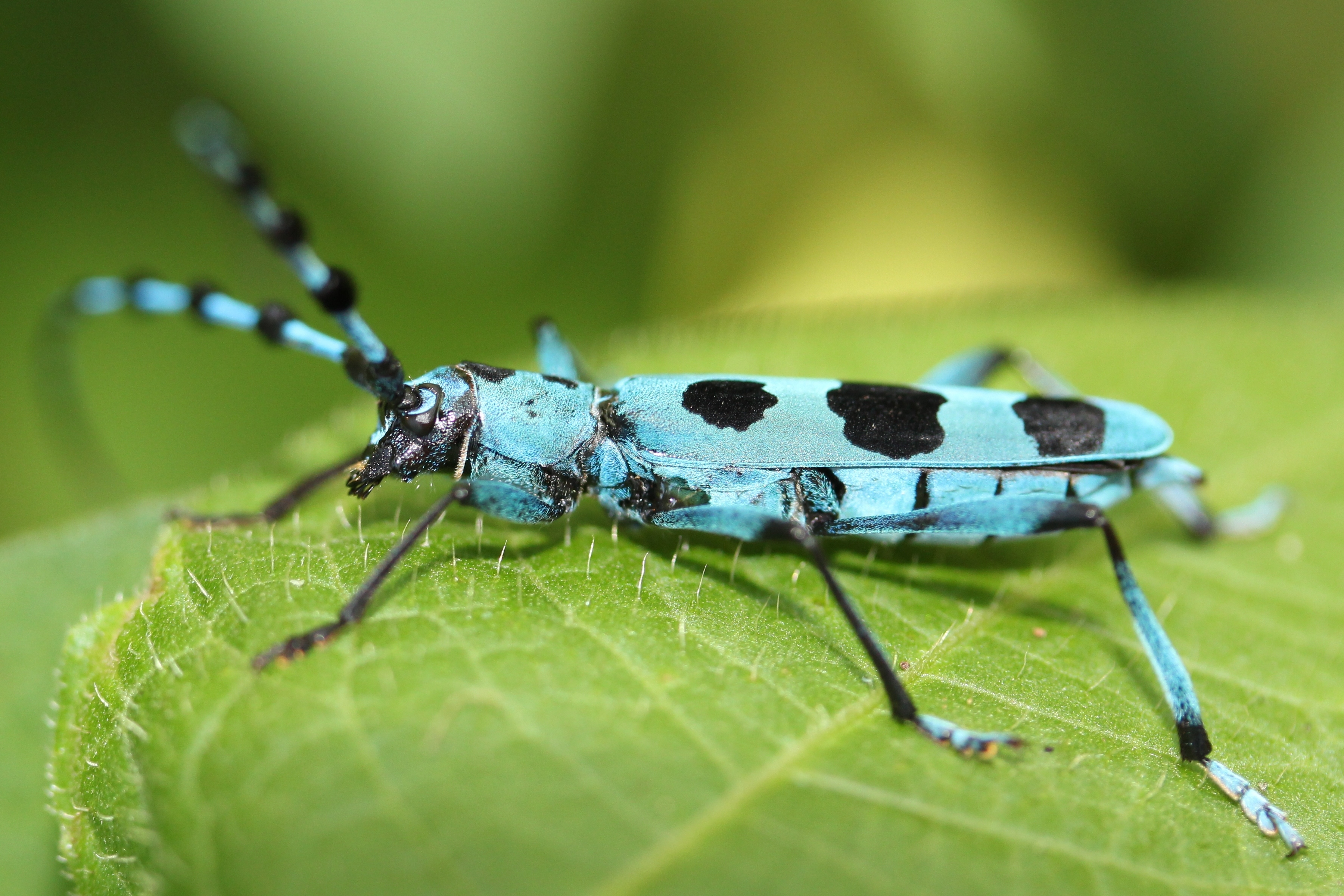